# حادثة جابلونكوف

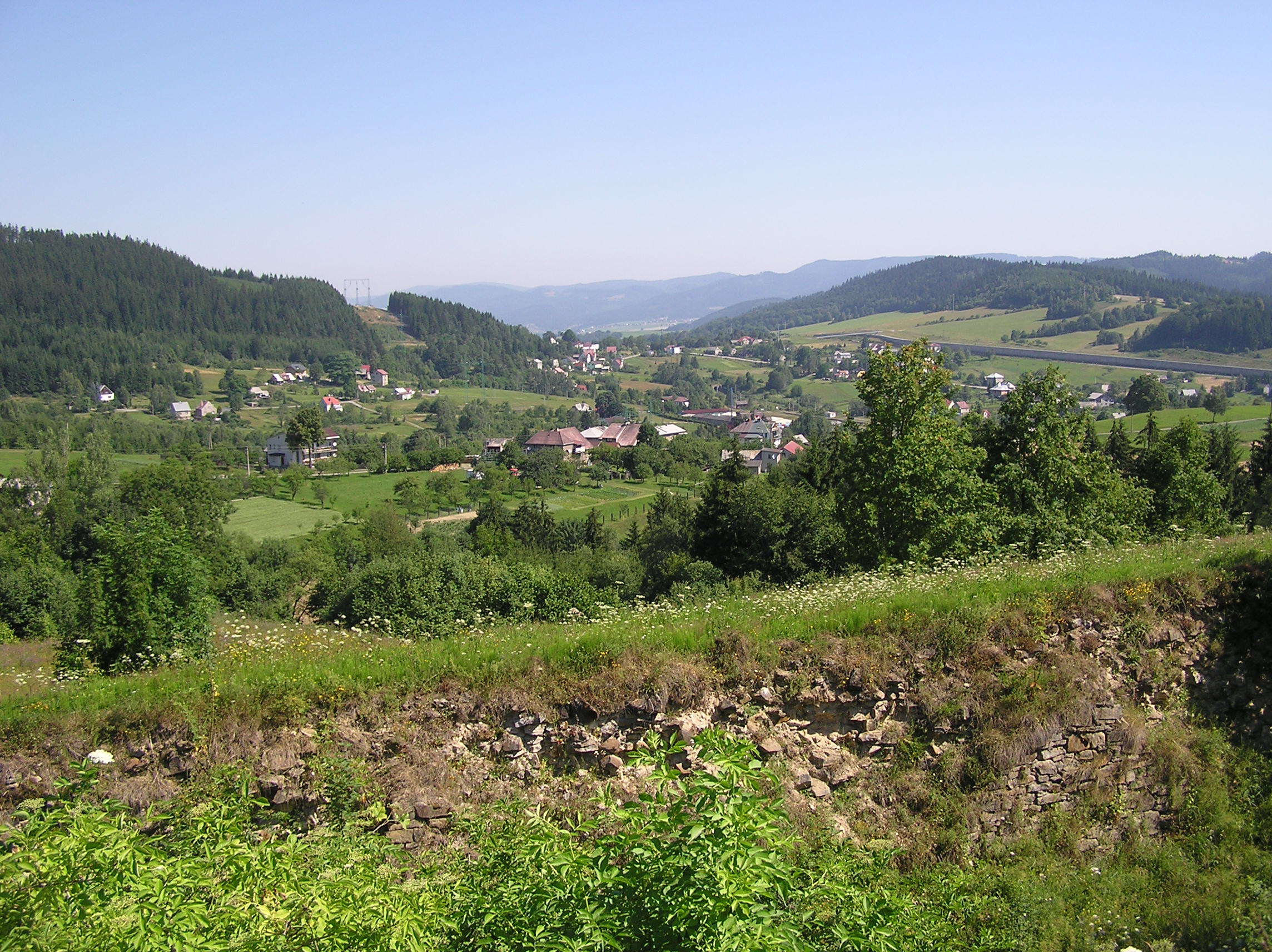
ممر جابلونكوف كما يظهر من التحصينات القديمة

حادثة جابلونكو (بالبولندية: Incydent jabłonkowski وبالتشيكية: Jablunkovský incident) يشير إلى أحداث ليلة 25-26 أغسطس 1939، على طول الحدود البولندية السلوفاكية، عندما هاجمت مجموعة من عملاء جهاز المخابرات الألماني محطة سكة حديد في موستي. كان الهدف الرئيسي للهجوم هو الاستيلاء على ممر جابلونكوف، مع نفق السكك الحديدية الاستراتيجي الخاص به، حتى وصول القوات المسلحة الألمانية. تم صد المهاجمين من قبل وحدات من الجيش البولندي، ويعتبر الحادث بمثابة مقدمة للغزو الألماني لبولندا. تمت تسمية حادثة جابلونكوف بأنها أول عملية كوماندوز في الحرب العالمية الثانية.

## خلفية
وفقًا لأوامر أدولف هتلر، تم التخطيط لغزو بولندا في الساعة 4:25 صباحاً، في 26 أغسطس 1939. ومع ذلك، في 25 أغسطس، تأخر الهجوم لأنه في ذلك اليوم علم هتلر أن بريطانيا وقعت معاهدة جديدة مع بولندا، والتي وعدت فيها بتقديم الدعم العسكري إذا تعرضت بولندا للهجوم.
كان جزء من خطة ألمانيا لغزو بولندا، فال فايس، يتضمن مجموعات صغيرة من الألمان يرتدون ملابس راوبرزيفيل ("ملابس اللصوص المدنية" - ملابس غير رسمية غير واضحة) يعبرون الحدود في الليلة السابقة ويستولون على نقاط استراتيجية رئيسية قبل الفجر في يوم الغزو. تم إعطاء الكتيبة السرية التابعة لأبفير والمكلفة بتنفيذ هذه العمليات اسم "شركة تدريب البناء 800 للمهام الخاصة". قاد المجموعة الملازم هانز ألبريشت هيرزنر من فروتسواف، والذي أصبح فيما بعد قائدًا كتيبة نايتنغيل، الفيلق الأجنبي الأول للفيرماخت، تكلف بإعداد الطريق للهجوم على فرقة المشاة السابعة بالتسلل عبر الحدود. كان من المقرر أن يستولوا على محطة سكة حديد في موستي في ممر جابلونكوف في جبال الكاربات لمنع تدمير نفق السكك الحديدية أحادي المسار الذي كان أقصر اتصال بين وارسو وفيينا.
يعد ممر جابلونكوف، الذي يفصل بين سلاسل جبال بيسكيدس مورافيا-سيليزيا وجبال بيسكيدس سيليزيا، أحد أهم طرق النقل في منطقة الكاربات الغربية. في أكتوبر 1938، ضم مع أراضي ترانس أولزا إلى الجمهورية البولندية الثانية؛ وبالتالي، سيطرت بولندا على خط سكة حديد رئيسي، وهو خط سكة حديد كوشيتسه-بوهوميين. يعد نفق السكة الحديدية والمحطة في جابلونكوف جزءًا من الخط. كان الألمان يدركون أن الفشل في الاستيلاء على الخط والنفق من شأنه أن يؤثر بشكل خطير على تحركات الفيرماخت في جنوب بولندا.

## الهجوم
كانت مهمة مفرزة أبفير تحت قيادة هيرزنر هي الاستيلاء على محطة السكك الحديدية في موستي والنفق الاستراتيجي لمنع تدميرها من قبل القوات البولندية. صدرت الأوامر باحتلال ممر جابلونكوف قبل بدء الأعمال العدائية الفعلية. صدرت أوامر للألمان بتعطيل أنظمة الهدم البولندية المحتملة وإفساح المجال أمام فرقة المشاة السابعة من ميونيخ، المتمركزة في مكان قريب.
كان مقر الجيش البولندي على دراية كاملة بالأهمية الاستراتيجية للنفق، وقد تم تلغيمه في وقت مبكر من يونيو 1939 من قبل جنود الكتيبة 21 من المهندسين من بيلسكو، تحت قيادة العقيد فيتولد بيرزيل، الذي كان مهندس تعدين. كان النفق تحت حراسة جنود من مركز حرس الحدود المحلي من قرية سفرسينوفيتش، وفصيلة مشاة من الفوج الرابع لبنادق بودهال. كان أقرب مركز للدفاع الوطني متمركزًا في ترينيك. في صيف عام 1939، كان خبراء المتفجرات البولنديون يقومون كل يوم بعد مرور القطار الأخير بتجهيز جانبي النفق الذي يبلغ طوله 300 متر بالمتفجرات اللازمة لليلة واحدة.
انطلقت مفرزة ألمانية مكونة من حوالي 70 عميلاً يرتدون ملابس مدنية (بعض المصادر تقدر عددهم بـ 24)، من تشادتسا في 25 أغسطس في وقت متأخر من المساء. خلال الليل، عبروا الحدود البولندية السلوفاكية بالقرب من جبل فيلكي بولوم ووصلوا إلى المحطة في موستي حوالي الساعة 04:00 يوم 26 أغسطس دون أن يكونوا على علم بأن هتلر ألغى أمره وأرجأ الهجوم على بولندا حتى 1 سبتمبر. أقام الألمان مواقعهم على تلة بالقرب من محطة موستي وبدأوا في إطلاق النار على مبنى المحطة، وكذلك على منزل كان يعيش فيه مدير مدرسة بولندية محلية. وفي الدقائق التالية، استولى الألمان على المحطة بعد بعض القتال، وأسروا مجموعة من العمال في طريقهم إلى مصنع الحديد والصلب في ترينتس. لم تكن الوحدة الألمانية على علم بأن المحطة مجهزة بنظام اتصالات عسكري، يقع في الطابق السفلي. تمكنت عاملة الهاتف من الاتصال بالوحدات البولندية التي تحرس النفق، وتم رفع الإنذار. اتخذ الحراس البولنديون المسلحون بالرشاشات مواقعهم على طرفي النفق وتم إنشاء مركز مراقبة. وحدث تبادل فوضوي لإطلاق النار، وبعد ذلك أدرك الألمان أن العملية كانت فاشلة، فتفرقوا في الغابات القريبة. تمكن بعض المهاجمين من الاستيلاء على قاطرة وحاولوا دخول النفق، لكن الشرطة البولندية صدتهم.  ظل الألمان تحت نيران كثيفة، أثناء محاولتهم الانسحاب إلى سلوفاكيا. تمكنوا أخيرًا من الانسحاب عند منتصف النهار تقريبًا في 26 أغسطس، وأصيب اثنان منهم.  ويقر المؤرخ البولندي توماس تشينتشينسكي من معهد التذكير الوطني بأن الألمان تمكنوا من الاستيلاء على محطة موستي، إلا أنه يزعم أن الألمان لم يتمكنوا من الاستيلاء على النفق.

## العواقب
بعد الحادث، قدم الجنرال الألماني يوجين أوت، قائد فرقة المشاة السابعة التي كانت متمركزة في منطقة زيلينا، اعتذاره إلى الجنرال البولندي جوزيف كوسترون، قائد فرقة المشاة الجبلية الحادية والعشرين المتمركزة في مكان قريب والمسؤولة عن حماية الحدود. وزعم أوت أن هذا العمل تم تدبيره من قبل فرد "مجنون"، وكان يتصرف من تلقاء نفسه.
تم تفجير النفق في جابلونكوف على يد العقيد فيتولد بيرسيل في الأول من سبتمبر 1939، في الساعة 06:00، أي بعد 75 دقيقة من بدء الجيش الألماني في مهاجمة بولندا (حرب غير معلنة) وقبل دقائق قليلة من وصول القوات الألمانية. أعيد تقديم الاتصالات بالسكك الحديدية جزئيًا في فبراير 1940، وبشكل إجمالي في عام 1941.
وقد شكلت هذه الحادثة تحذيرا للقوات المسلحة البولندية بأن الغزو على وشك الحدوث، مما دفع الحكومة البولندية إلى البدء بهدوء في تسريع جهود التعبئة. ولم يتم البدء في التعبئة الشاملة بعد بسبب المخاوف من استفزاز الألمان وإثارة غضب بريطانيا وفرنسا. وزعت القوات الجوية البولندية معظم طائراتها التشغيلية على مطارات ثانوية بحيث لم تترك سوى الطائرات التدريبية والطائرات غير العاملة في قواعدها الطبيعية. نتيجة لذلك، قامت القوات الجوية الألمانية بقصف المطارات الفارغة في الغالب خلال الأيام القليلة الأولى من الحرب.